# Vieux turc anatolien
 (août 2024).
La mise en forme du texte ne suit pas les recommandations de Wikipédia : il faut le « wikifier ».
Les points d'amélioration suivants sont les cas les plus fréquents. Le détail des points à revoir est peut-être précisé sur la page de discussion.
- Les titres sont pré-formatés par le logiciel. Ils ne sont ni en capitales, ni en gras.
- Le texte ne doit pas être écrit en capitales (les noms de famille non plus), ni en gras, ni en italique, ni en « petit »…
- Le gras n'est utilisé que pour surligner le titre de l'article dans l'introduction, une seule fois.
- L'italique est rarement utilisé : mots en langue étrangère, titres d'œuvres, noms de bateaux, etc.
- Les citations ne sont pas en italique mais en corps de texte normal. Elles sont entourées par des guillemets français : « et ».
- Les listes à puces sont à éviter, des paragraphes rédigés étant largement préférés. Les tableaux sont à réserver à la présentation de données structurées (résultats, etc.).
- Les appels de note de bas de page (petits chiffres en exposant, introduits par l'outil «  Source ») sont à placer entre la fin de phrase et le point final[comme ça].
- Les liens internes (vers d'autres articles de Wikipédia) sont à choisir avec parcimonie. Créez des liens vers des articles approfondissant le sujet. Les termes génériques sans rapport avec le sujet sont à éviter, ainsi que les répétitions de liens vers un même terme.
- Les liens externes sont à placer uniquement dans une section « Liens externes », à la fin de l'article. Ces liens sont à choisir avec parcimonie suivant les règles définies. Si un lien sert de source à l'article, son insertion dans le texte est à faire par les notes de bas de page.
- La présentation des références doit suivre les conventions bibliographiques. Il est recommandé d'utiliser les modèles {{Ouvrage}}, {{Chapitre}}, {{Article}}, {{Lien web}} et/ou {{Bibliographie}}. Le mode d'édition visuel peut mettre en forme automatiquement les références.
- Insérer une infobox (cadre d'informations à droite) n'est pas obligatoire pour parachever la mise en page.

Pour une aide détaillée, merci de consulter Aide:Wikification.
Si vous pensez que ces points ont été résolus, vous pouvez retirer ce bandeau et améliorer la mise en forme d'un autre article.
Le vieux turc anatolien, également appelé ancien turc anatolien,,, est l'ancêtre du turc moderne, parlé en Anatolie entre les XIIIe et XVe siècles et dont émergea le turc ottoman. (turc : Eski Anadolu Türkçesi), est la forme de la langue turque parlée en Anatolie du XIe   au   XVe siècle. Elle se développe en turc ottoman ancien. Elle s'écrit en alphabet arabe. Contrairement au turc ottoman ultérieur, les diacritiques de voyelles courtes sont utilisés.
Elle n'a pas de statut officiel jusqu'en 1277, lorsque Mehmet Ier de Karaman déclare un firman dans une tentative de briser la domination du persan:
| Şimden girü hiç kimesne kapuda ve divanda ve mecalis ve seyranda Türki dilinden gayri dil söylemeye | Désormais, personne au palais, au divan, au conseil, et lors des audiences ne doit parler une autre langue que le turc. |

## Histoire
Il a été erronément supposé que la langue littéraire de l'ancien turc anatolien a été créée en Anatolie et que ses auteurs ont transformé une langue primitive en un moyen littéraire en se soumettant à l'influence persane. En réalité, les Oghouz qui sont venus en Anatolie apportent leur propre langue écrite, leurs traditions littéraires et leurs modèles de Khwarezm et Transoxiane.
Le turc agémique descend de l'ancien turc anatolien. Le turc ajemi commence à se former sous les époques Aq Qoyunlu, Qara Qoyunlu, et, surtout, sous l'époque safavide.

## Exemples
Les textes suivants sont des extraits du Qabus-nama tirés de Old Anatolian Turkish: Syntactic Structure de Turan Fikret (1996):
- bizüm delilümüz: "Nos preuves."
- devletlü gişiler: "Ceux qui sont fortunés."
- zinhār zinhār: "Jamais."
- pīrlikde yigitlenmek rüsvāylıqdur: "Il est honteux de se comporter comme un jeune homme à un âge avancé."
- bulardan artanı beytü’l mālda qoyalar: "Ils doivent mettre dans le trésor public ce qui reste d'eux."
- birgün bu ilçiyile oturur iken Qısri Büzürcmihre sorar: "Un jour, alors qu'il était assis avec cet ambassadeur, Khosro demande à Büzürcmihr."
- Kelām-ı mecīd: "La parole du plus glorieux (Dieu), le Qoran."
- dar'ül-harb: "Pays en dehors du domaine de l'Islam."
- Taŋrı aŋa raḥmet itmez: "Dieu ne lui pardonne pas."
- aġırlaŋ aṭaŋuzı anaŋuzı egerçi kāfirse daqı: "Respectez vos parents même s'ils sont infidèles."
- Ne qul kim alam āzād olsun: "Tout esclave que j'achète doit être libéré."
- ve cāhil gişileri gişi sanma ve hünersüzleri bilür sayma: "Et ne considérez pas les ignorants comme de vrais hommes, et [ne considérez pas] ceux qui sont sans talent comme des gens savants."
- zinhār işüŋi ṭanışmaqdan ʿārlanma: "Attention, et ne soyez jamais honteux d'apprendre votre métier."
- sen yalan söyleyesi gişi degülsin: "Tu n'es pas quelqu'un qui mentirait."
- artuq zaḥmet çeküp artuq ṭamaʿ eyleme: "Ne travaille pas dur pour satisfaire ta cupidité."
- eger sen Taŋrıya muṭīʿ olmayup bunlardan muṭīʿlıq isteyüp bunlara zaḥmet virür iseŋ Taŋrılıq daʿvīsin itmiş olursın: "Si toi-même tu n'obéis pas à Dieu et que tu demandes à ces gens de te rendre obéissance [pour toi] et les oppresses, alors tu es considéré comme quelqu'un prétendant être Dieu."
- yaʿnī bir şaḫsuŋ bir sarayda naṣībi olsa andan ol naṣībi ṣatsa ne qadardur bāyiʿyā müşterī bilmese Ebū Ḥanīfeden üç rivāyetdür: "En d'autres termes, si quelqu'un a une part dans un palais et qu'il la vend sans que ni le vendeur ni l'acheteur ne connaissent la valeur exacte de celle-ci, alors il y a trois traditions selon Abû Ḥanîfe."
- benüm dostlarum beni ġāyet sevdüklerinden baŋa ʿaybum dimezler idi ve düşmānlarum benüm ʿaybumı ḫalqa söylerler idi: "Parce que mes amis m'aimaient beaucoup, ils ne me disaient pas mes défauts, [mais] mes ennemis racontaient au peuple mes défauts."
- ben eyittim sübḥān Allāh qırq iki yaşında gişi neçün şöyle içekim nerdübāŋ ayaġın nice urasın bilmeye düşe ve dün buçuġında neçün şöyle yörüye kim şunuŋ gibi vāqıʿaya uġraya: "Je disais ‘Ô Dieu pourquoi une personne de quarante-deux ans boirait-elle tellement qu'elle ne peut pas juger comment poser ses pieds sur les marches d'une échelle, donc elle tombe, et aussi pourquoi marcherait-elle comme ça au milieu de la nuit en se sentant ainsi.’"

## Orthographe
| Ancien turc anatolien | Turc ottoman (orthographe Kamus-ı Türkî) | Turc moderne | Anglais    |
| --------------------- | ---------------------------------------- | ------------ | ---------- |
| گُزلٔر                  | كوزلر                                    | gözler       | yeux       |
| دَدَ                    | دده                                      | dede         | grand-père |
| كُچُك                   | كوچك                                     | küçük        | petit      |

## Alphabet
| Lettre | Turc moderne | Lettre | Turc moderne  |
| ------ | ------------ | ------ | ------------- |
| ا‎      | a, e, i      | ص‎      | s             |
| ب‎      | b            | ض‎      | d             |
| پ‎      | p            | ط‎      | t             |
| ت‎      | t            | ظ‎      | z             |
| ث‎      | s            | ع‎      | a             |
| ج‎      | c            | غ‎      | ğ, g          |
| چ‎      | ç            | ف‎      | f             |
| ح‎      | h            | ق‎      | k             |
| خ‎      | h            | ك‎      | k             |
| د‎      | d            | ل‎      | l             |
| ذ‎      | d, z         | م‎      | m             |
| ر‎      | r            | ن‎      | n             |
| ز‎      | z            | و‎      | o, ö, u, ü, v |
| ژ‎      | j            | ه‎      | h             |
| س‎      | s            | لا‎     | la, le        |
| ش‎      | ş            | ى‎      | i, y, ı       |